# 202 (číslo)
Dvě stě dva je přirozené číslo, které následuje po čísle dvě stě jedna a předchází číslu dvě stě tři. Římskými číslicemi se zapisuje CCII a řeckými číslicemi σβ.

## Matematika
202 je:
- Poloprvočíslo
- Deficientní číslo
- Nešťastné číslo
- Nepříznivé číslo
- Ciferný součet tohoto čísla je stejný, jako ciferný součet jeho prvočíselných dělitelů
- Číslo 32 lze rozdělit na menší násobky dvou 202 způsoby

## Chemie
- 202 je nukleonové číslo nejběžnějšího izotopu rtuti.[1]

## Astronomie
- (202) Chryseïs je planetka hlavního pásu, kterou objevil v roce 1879 Christian Heinrich Friedrich Peters.

## Doprava
- Silnice II/202 je česká silnice II. třídy vedoucí na trase silnice II/230 – Kokašice.[2]

## Roky
- 202
- 202 př. n. l.